# Gaston Debaets
Pour les articles homonymes, voir Debaets.
Gaston-Octave Debaets, né le 4 juin 1896 à Heule et mort le 7 février 1958 à  Courtrai, est un coureur cycliste belge.

## Biographie
Il a une sœur et sept frères dont quatre, Michel,, César, Gérard et Arthur, sont également coureurs,,.

## Palmarès
- 1924
  - Paris-Arras[4],[5]
  - 3e de la 2e étape du Critérium des Aiglons, 10e du général[6],[7],[8]